# San Martín de Mancobo
San Martín de Mancobo es un despoblado español del municipio de Medina de Pomar, perteneciente a la provincia de Burgos, en la comunidad autónoma de Castilla y León.

## Historia
Hacia mediados del siglo XIX, el lugar, por entonces perteneciente al municipio de Aldeas de Medina, tenía contabilizada una población de 38 habitantes. Aparece descrito en el undécimo volumen del Diccionario geográfico-estadístico-histórico de España y sus posesiones de Ultramar de Pascual Madoz con las siguientes palabras:

MARTIN DE MANCOBO (San): ald. en la prov., dióc., aud. terr. y c. g. de Burgos (15 leg.), part. jud. de Villarcayo (2), y ayunt. de Villatomil ó de las 14 ald. de Medina (1). sit. al pie de una cuesta y en terreno elevado: su clima es bastante sano; reina el viento O. y las enfermedades que se padecen con mas frecuencia son los constipados. Tiene 15 casas no muy buenas; una fuente cuyas aguas son de mediana calidad y de ellas se surten los vec. para beber y demas usos; y una igl. parr. (San Martin), con cemenerio contiguo, aneja de la de Monco y Servida por un cura párroco y un sacristan, cuyo curato provee el diocesano mediante oposicion. Confina el térm. N. Rosales; E. La Ribera; S. Monco y O. Medina (barrio de Villacomparada de Rueda). El terreno es secano y de infima clase: los caminos son de pueblo á pueblo; y la correspondencia se recibe de Medina de Pomar. prod.: trigo, alaga y blanquillo, centeno, avena, cebada, legumbres y patatas; ganado lanar y mular; y caza de perdices y alguna liebre. ind.: la agrícola. pobl.: 11 vec., 38 alm. cap. prod.: 102,400 rs. imp. 8,112.
(Madoz, 1848, p. 256)

El lugar, que quedó despoblado, pertenece en la actualidad al municipio de Medina de Pomar.